# 167P/CINEOS
167P/CINEOS è una cometa periodica del Sistema solare. Prende il suo nome dal CINEOS, un programma italiano di ricerca di asteroidi near-Earth condotto dall'Osservatorio Astronomico di Roma dalla Stazione osservativa di Campo Imperatore con un telescopio Schmidt di 60 cm.
La cometa è stata inizialmente identificata come un asteroide del gruppo dei Centauri il 10 agosto 2004 dai membri del team CINEOS, Andrea Boattini, Fiore De Luise e Andrea Di Paola e denominato 2004 PY42; nel giugno 2005 gli astronomi americani William Romanishin e Steven C. Tegler osservarono che l'oggetto aveva una chioma e che quindi era in effetti una cometa, in seguito a questa scoperta l'oggetto è stato ridenominato 167P/CINEOS.
L'orbita della cometa è compresa tra quelle dei pianeti Saturno e Urano. La cometa ha avuto un incontro ravvicinato con Saturno nel gennaio 1873 e ne avrà uno con Urano a fine giugno - inizio luglio 2038.